# Melbourne Storm

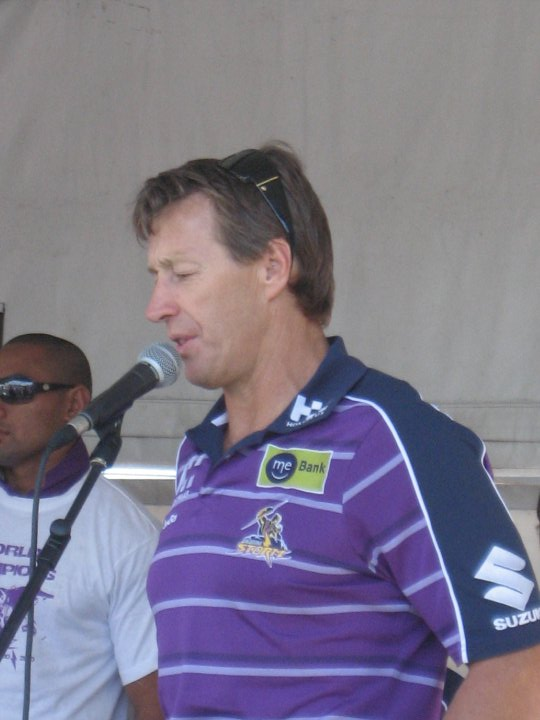
Craig Bellamy, seit 2003 Trainer der Melbourne Storm

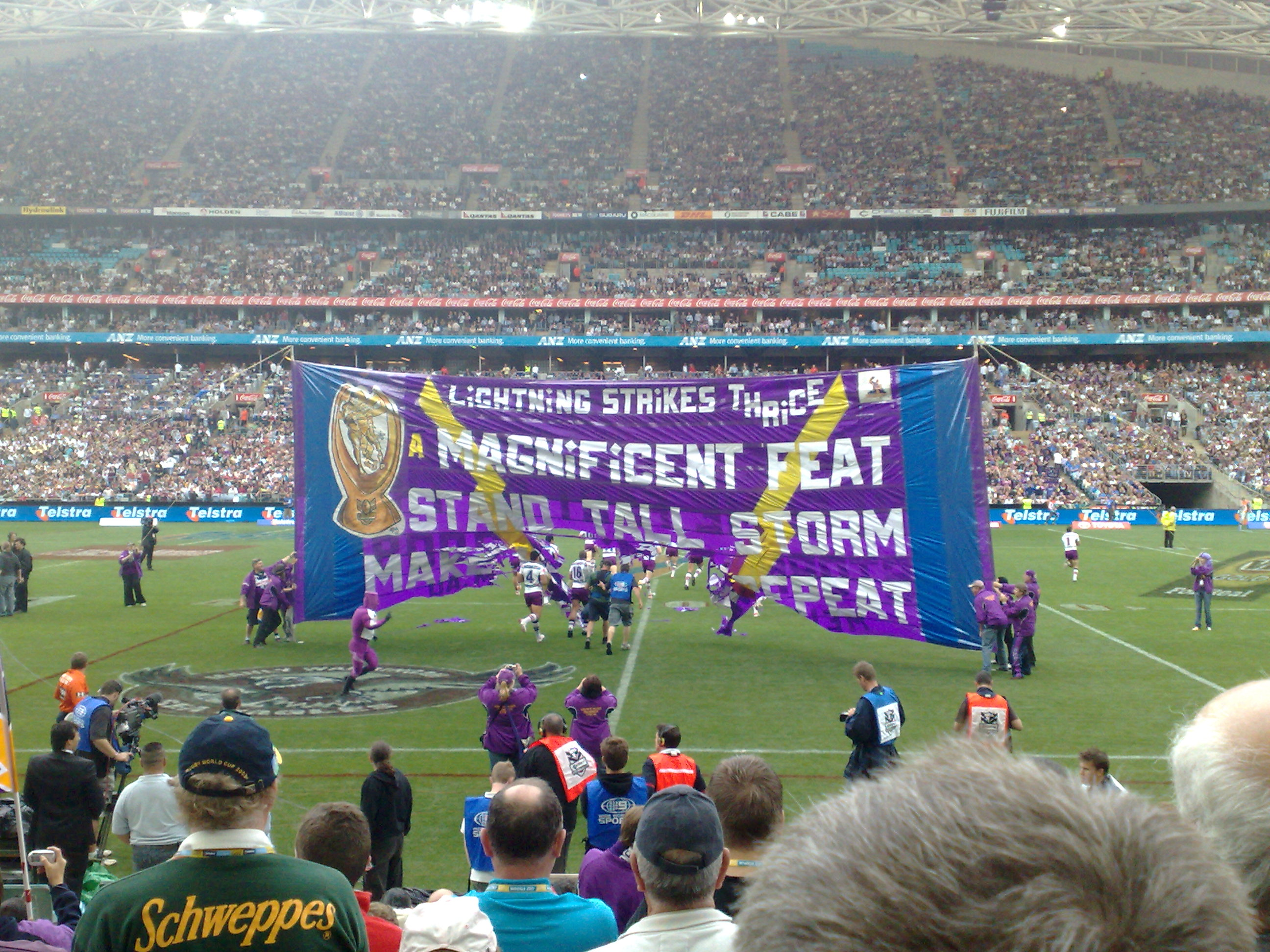
Banner der Melbourne Storm im Grand Final 2008 gegen die Manly Sea Eagles

Die Melbourne Storm sind ein professioneller Rugby-League-Verein in Melbourne. Die Stormers spielen zurzeit in der populären australischen National Rugby League (NRL) und zählen dort zu den erfolgreichsten Teams. Aufgrund eines 2010 aufgedeckten Verstoßes gegen das Salary Cap der Liga wurde der Verein hart sanktioniert. Unter anderem wurden die NRL-Meisterschaften der Spielzeiten 2007 und 2009 aberkannt.

## Geschichte

### Die 1990er
1994 wurde das jährliche Rugby-League-Match zwischen den Auswahlteams der besten Spieler aus Queensland und New South Wales in Melbourne ausgetragen. Über 87.000 Zuschauer kamen im Melbourne Cricket Ground zusammen und bescherten dem Prestigeduell eine Rekordkulisse. Da es bisher keinen Rugby-League-Verein in Melbourne gab, beschloss die damalige nationale Profiliga Australian Rugby League (ARL) ein Team aus Melbourne aufzunehmen. Neben der ARL gab es noch News Limited, den australischen Zweig von Rupert Murdochs News Corporation, der an Einfluss im australischen Rugby-League-Sport gewann und ebenfalls an einem Team aus Melbourne interessiert war. Zwischen diesen beiden Gruppierungen kam es zu Auseinandersetzungen um die Vorherrschaft im australischen Rugby-League-Sport, die 1996 in der Gründung der Super League (SL) durch die News Corporation mündeten und gemeinhin als Super League War bekannt wurden.
Zwischen News Corporation und der ARL gab es 1994 und 1995 einen Wettstreit um die Gründung eines Vereins in Melbourne, doch es kam zu keiner Einigung mit dem Bundesstaat Victoria und dem regionalen Rugby-League-Verband Victoria Rugby League. 1997 trug die SL ihre erste Saison aus, parallel zur ARL.
Im März 1997 gab die ARL bekannt, in der Spielzeit 1998 würde ein Club aus Melbourne teilnehmen. Zwei Monate später gab auch die SL eine entsprechende Erklärung ab, so dass es kurze Zeit den Anschein hatte, als würden zwei Vereine in Melbourne gegründet werden. Ende Juli 1997 musste die ARL eingestehen, dass eine Vereinsgründung vor 1999 finanziell nicht machbar war und schließlich rückte die ARL vollends von den Gründungsplänen ab. Noch im selben Jahr einigten sich SL und ARL auf die Zusammenlegung beider Ligen zur gemeinsamen National Rugby League (NRL). Es kam noch 1997 zur Gründung der Melbourne Storm unter Federführung von John Ribot, dem ehemaligen Chef der SL und Chris Johns, der aus der Führung der Brisbane Broncos kam. Beide waren die ersten CEOs der Stormers. Die Vereinsgründung wurde hauptsächlich von News Limited finanziert, die auch zu 100 % Eigentümer wurde.
Bereits 1998, in der ersten Saison der NRL, ging der Verein mit 19 weiteren Teams an den Start. Die Etablierung der Stormers im australischen Rugby-League-Sport wurde auch von der größten australischen Tageszeitung Herald Sun unterstützt, die ebenfalls zu News Limited gehört. Sportlich verlief die erste Saison sehr erfolgreich. Die ersten vier Spiele der Vereinsgeschichte wurden allesamt gewonnen und die Stormers erreichten sogar die Finalrunde, wo sie gegen den späteren Meister, die Brisbane Broncos ausschieden. 1999 konnte das Team die Liga auf Tabellenplatz drei beenden und somit erneut in die Finalrunde einziehen. Hier setzten sich die Stormers bis ins Grand Final durch, wo sie die St George Illawarra Dragons mit 20-18 bezwangen und somit zwei Jahre nach der Vereinsgründung den Winfield-Cup gewannen.

### Die 2000er
Im Anschluss an die erste Meisterschaft der Vereinsgeschichte trafen die Stormers in der World Club Challenge 2000 auf St. Helens, den Meister der europäischen Super League und krönten ihre hervorragende Saison mit einem Sieg. Die Saison 2000 startete mit vier Niederlagen in Folge, dennoch konnten sich die Stormers am Ende als Tabellensechster erneut für die Finalrunde qualifizieren, wo sie aber bereits im Viertelfinale verabschiedeten. Die beiden folgenden Spielzeiten lief es sportlich nicht rund. 2001 konnte sich die Mannschaft als neunter der Tabelle nicht für die Finalrunde qualifizieren. Bereits während der Saison wurde ein Trainerwechsel vorgenommen: Mark Murray ersetzte Chris Anderson. Doch auch 2002 verpasste das Team die Finalrunde auf Tabellenplatz 10. Nach dieser enttäuschenden Saison wurde Trainer Anderson durch Craig Bellamy ersetzt, der zuvor bei den Brisbane Broncos als Co-Trainer unter Wayne Bennett arbeitete. CEO Chris Johns verließ ebenfalls den Verein.
In den Spielzeiten 2003, 2004 und 2005 konnten die Stormers jeweils die Finalrunde erreichen, jedoch nie das Grand Final. Im November 2004 wurde Brian Waldron neuer CEO der Melbourne Storm. 2006 fanden die Stormers zu neuer Stärke und stellen einen neuen Vereinsrekord auf, als sie 11 Spiele in Folge gewannen. Die Saison beendeten sie zum ersten Mal in der Vereinsgeschichte als Tabellenerster und waren somit die Minor Premiers. Nachdem sie auch die beiden folgenden Finalrundenspiele gewinnen konnten, standen sie zum zweiten Mal im Grand Final. Gegner waren die Brisbane Broncos, die das Spiel mit 15-8 für sich entschieden. Das Finale wurde in Melbourne von über 900.000 Fernsehzuschauern verfolgt. Nach der Partie gab es Aufregung aufgrund von zweifelhaften Schiedsrichterentscheidungen zugunsten der Broncos.
2007 spielten die Stormers ähnlich dominant wie 2006 und konnten sich erneut über die Minor Premiership freuen. Im ersten Spiel der Finalrunde kam es zur Neuauflage des Grand Final von 2006, doch dieses Mal siegten die Stormers mit 40-0 und zogen somit ins Halbfinale ein. Dort trafen sie auf die Parramatta Eels, die ebenfalls bezwungen wurden. Die Melbourne Storm erreichten zum dritten Mal das Grand Final der NRL. Finalgegner 2007 waren die Manly-Warringah Sea Eagles. Die Begegnung endete 34-8 für die Stormers, die nach der Finalniederlage 2006 nun ihren zweiten Titel feierten. 2008 war die Dominanz der Stormers ungebrochen. Erneut belegten sie Tabellenplatz eins und qualifizierten sich wie im Vorjahr für das Grand Final, wo es zu einer Neuauflage gegen die Sea Eagles kam. Das Storm-Team um den neuen Kapitain Cameron Smith fand im letzten Spiel der Saison aber nicht zu seiner Leistung und unterlag im Finale deutlich mit 40-0.
Die Saison 2009 verlief, verglichen mit den Vorjahren, durchschnittlich und am Ende der Spielzeit waren die Stormers Tabellenvierter. In der Finalrunde gelangen dennoch Siege gegen die Sea Eagles und die Broncos und so erreichte das Team zum vierten Mal in Folge das Grand Final und stellte damit einen NRL-Rekord auf. Im Finale gegen die Parramatta Eels konnten sich die Stormers mit 23-16 durchsetzen und gewannen ihre dritte Meisterschaft. Aufgrund der Erfolge zwischen 2006 und 2009 wurden die Melbourne Storm zum NRL-Team des Jahrzehnts gekürt.

### Die 2010er
Zu Beginn der 2010er Saison konnten die Stormers die World Club Challenge gegen die englischen Leeds Rhinos mit 18-10 gewinnen. In den ersten drei Heimspielen der Saison, die gleichzeitig die letzten im Olympic Park Stadium waren gab es ebenfalls drei Siege. Bereits im Januar 2010 gab es einen Führungswechsel als CEO Brian Waldron zu den Melbourne Rebels wechselte und durch Matt Hanson ersetzt wurde.
Im April 2010 gab der Verein öffentlich zu, in den letzten fünf Jahren systematisch gegen das Salary Cap der NRL verstoßen zu haben. Seit Ende 2009 gab es diesbezügliche Untersuchungen durch die NRL. Das Ausmaß des Verstoßes machte ihn zum größten Skandal in der Geschichte der NRL. Die Melbourne Storm hatten seit der Saison 2006 insgesamt über AU$1,7 Millionen mehr für ihre Spieler ausgegeben als erlaubt gewesen wäre. Die damalige Vereinsführung hatte dies durch eine doppelte Buchführung systematisch vor der NRL verschleiert.
Noch während der Saison 2010 erhielten die Storm eine Rekordsanktionierung. Alle Meisterschaften und Minor Premierships seit 2006 wurden ihnen aberkannt. Die Preisgelder von insgesamt AU$1,1 Millionen mussten unter den übrigen Vereinen der NRL aufgeteilt werden, die Leeds Rhinos erhielten nachträglich die Siegprämie für die World Club Challenge 2010 von AU$89.000. Zusätzlich wurde von der NRL die höchstmögliche Geldstrafe von AU$500.000 verhängt. Den Stormers wurden darüber hinaus alle in der Spielzeit 2010 bereits gesammelten Punkte abgezogen. Weitere Punkte der Saison wurden nicht angerechnet, so dass das Team die Spielzeit auf dem letzten Tabellenplatz beendete. CEO Matt Hanson wurde unmittelbar ersetzt durch Frank Stanton. Brian Waldron, der als CEO von 2004 bis 2010 hauptsächlich für den Verstoß gegen das Salary Cap verantwortlich war, verlor ebenfalls seinen Posten bei den Melbourne Rebels. Bei der Verpflichtung von Star-Spieler Billy Slater im Februar 2009 hatte Waldron noch behauptet, die Melbourne Storm wären vom Salary Cap Auditor der NRL geprüft und alle Gerüchte über zu hohe Gehälter seien nicht ernst zu nehmen. Der Verein nahm die finanziellen Sanktionen hin, ging aber gerichtlich gegen die Aberkennung der Meisterschaften vor. Das Gerichtsverfahren wurde jedoch von Seiten der Melbourne Storm eingestellt, nachdem am 21. Juli 2010 CEO Frank Stanton durch Ron Gauci ersetzt wurde. Gauci sollte den Verein rehabilitieren und erneut aufbauen.
Schon 2011 kehrte Melbourne in den Kreis der NRL-Topteams zurück und beendete die Regular Season auf Platz 1, scheiterte im Preliminary Final jedoch überraschend an den New Zealand Warriors. 2012 gelang durch einen Sieg über die Canterbury-Bankstown Bulldogs im Grand Final schließlich der Gewinn des zweiten regulären NRL-Meistertitels. Angeführt von ihren drei Topstars Cameron Smith, Cooper Cronk und Billy Slater blieben die Storm über Jahre eines der absoluten Topteams der Liga. Nachdem man 2016 noch überraschend den Cronulla-Sutherland Sharks im Endspiel unterlag, gewann Melbourne 2017 nach einer dominanten Regular Season das Grand Final gegen die North Queensland Cowboys mit 34:6 und sicherten sich damit ihren dritten Titel. Nach einer Finalniederlage im darauffolgenden Jahr gegen die Sydney Roosters zog man 2020 erneut ins Grand Final ein und besiegte dort die Penrith Panthers mit 26:20.

## Erfolge und Statistiken

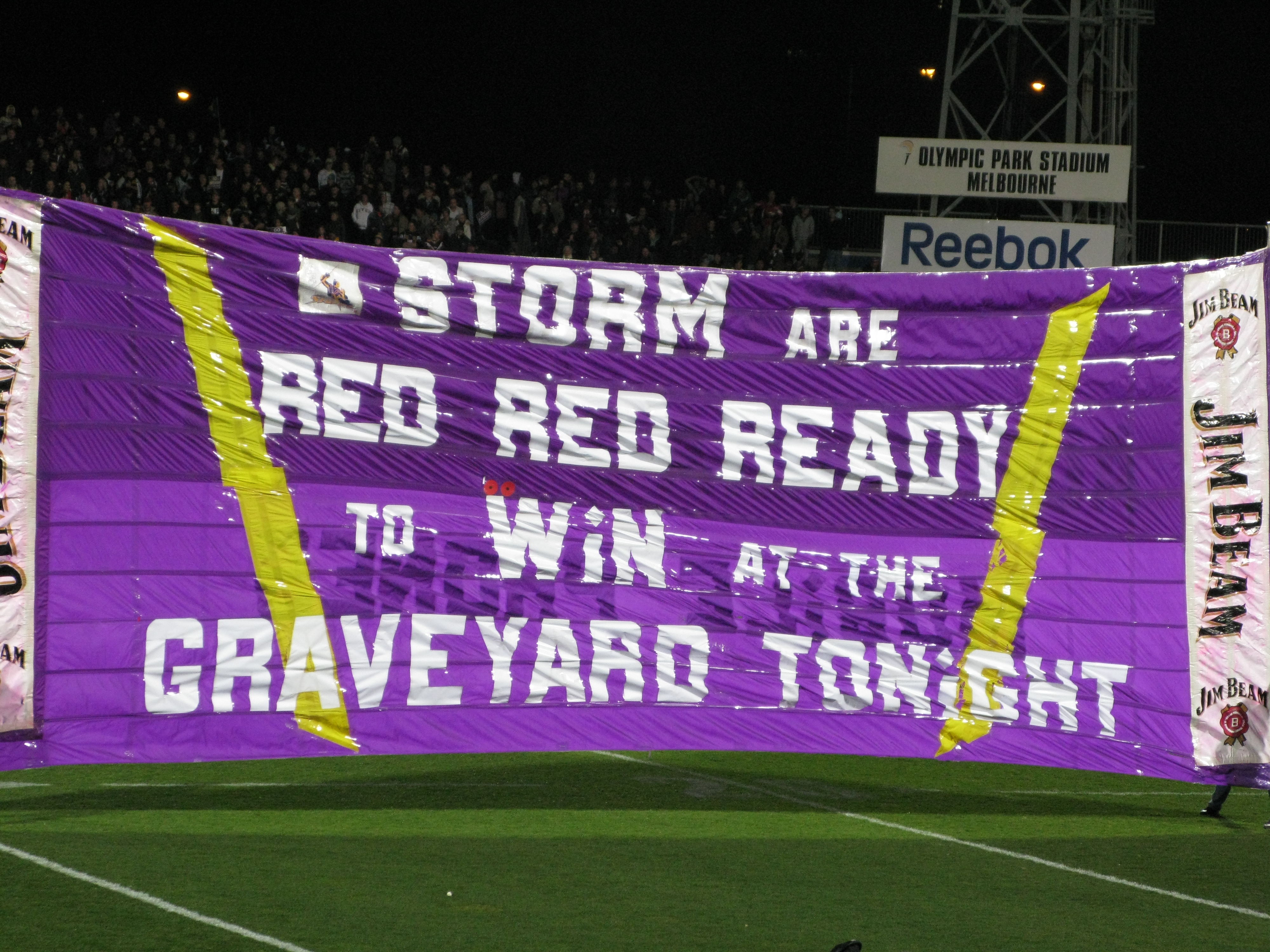
Banner der Melbourne Storm bei einem Heimspiel der Saison 2008

### Meisterschaften
| Jahr | Gegner                        | Liga                  | Ergebnis | Bemerkung |
| ---- | ----------------------------- | --------------------- | -------- | --------- |
| 1999 | St. George Illawarra Dragons  | National Rugby League | 20-18    |           |
| 2007 | Manly-Warringah Sea Eagles    | National Rugby League | 34-8     | aberkannt |
| 2009 | Parramatta Eels               | National Rugby League | 23-16    | aberkannt |
| 2012 | Canterbury-Bankstown Bulldogs | National Rugby League | 14-4     |           |
| 2017 | North Queensland Cowboys      | National Rugby League | 34-6     |           |
| 2020 | Penrith Panthers              | National Rugby League | 26-20    |           |

### World Club Challenges
| Jahr | Gegner       | Ausgang    | Ergebnis |
| ---- | ------------ | ---------- | -------- |
| 2000 | St. Helens   | Sieg       | 44-6     |
| 2008 | Leeds Rhinos | Niederlage | 4-11     |
| 2010 | Leeds Rhinos | Sieg       | 18-10    |

### Saisonstatistiken
| Wettbewerb | Gespielte Spiele | S      | U | N      | Tabellen- platz | M | R | P | F | W | Trainer                    | Kapitän                   |
| ---------- | ---------------- | ------ | - | ------ | --------------- | - | - | - | - | - | -------------------------- | ------------------------- |
| NRL 1998   | 24 (3)           | 17 (1) | 1 | 6 (2)  | 3 / 20          |   |   |   | ♦ |   | Chris Anderson             | Glenn Lazarus             |
| NRL 1999   | 24 (4)           | 16 (3) | 0 | 8 (1)  | 3 / 17          | ♦ |   |   | ♦ |   | Chris Anderson             | Glenn Lazarus             |
| NRL 2000   | 26 (1)           | 14     | 1 | 11 (1) | 6 / 14          |   |   |   | ♦ |   | Chris Anderson             | Robbie Kearns             |
| NRL 2001   | 26               | 11     | 1 | 14     | 9 / 14          |   |   |   |   |   | Chris Anderson Mark Murray | Robbie Kearns Rodney Howe |
| NRL 2002   | 24               | 9      | 1 | 14     | 10 / 15         |   |   |   |   |   | Mark Murray                | Rodney Howe               |
| NRL 2003   | 24 (2)           | 15 (1) | 0 | 9 (1)  | 5 / 15          |   |   |   | ♦ |   | Craig Bellamy              | Stephen Kearney           |
| NRL 2004   | 24 (2)           | 13 (1) | 0 | 11 (1) | 6 / 15          |   |   |   | ♦ |   | Craig Bellamy              | Stephen Kearney           |
| NRL 2005   | 24 (2)           | 13 (1) | 0 | 11 (1) | 6 / 15          |   |   |   | ♦ |   | Craig Bellamy              | Robbie Kearns             |
| NRL 2006   | 24 (3)           | 20 (2) | 0 | 4 (1)  | 1 / 15          |   | ♦ | A | ♦ |   | Craig Bellamy              | Wechselnde Kapitäne       |
| NRL 2007   | 24 (3)           | 21 (3) | 0 | 3      | 1 / 16          | A |   | A | ♦ |   | Craig Bellamy              | Wechselnde Kapitäne       |
| NRL 2008   | 24 (4)           | 17 (2) | 0 | 7 (2)  | 1 / 16          |   | ♦ | A | ♦ |   | Craig Bellamy              | Cameron Smith             |
| NRL 2009   | 24 (3)           | 14 (3) | 1 | 9      | 4 / 16          | A |   |   | ♦ |   | Craig Bellamy              | Cameron Smith             |

### Teilnahmen von Spielern am NRL All-Stars Game
| Name           | Position                                        | Teilnahme(n)     | Mannschaft           |
| Adam Blair     | Pfeiler                                         | 2010             | NRL All Stars        |
| Cameron Smith  | Hakler                                          | 2010, 2011, 2013 | NRL All Stars        |
| Brett Finch    | Verbinder, Gedrängehalb                         | 2010             | NRL All Stars        |
| Beau Champion  | Innendreiviertel                                | 2011             | Indigenous All Stars |
| Cooper Cronk   | Gedrängehalb                                    | 2012             | NRL All Stars        |
| Justin O’Neill | Innendreiviertel, Außendreiviertel, Schlussmann | 2013             | NRL All Stars        |
| Will Chambers  | Innendreiviertel                                | 2015             | Indigenous All Stars |
| Jesse Bromwich | Pfeiler                                         | 2015             | NRL All Stars        |

## Stadien und Zuschauerzahlen

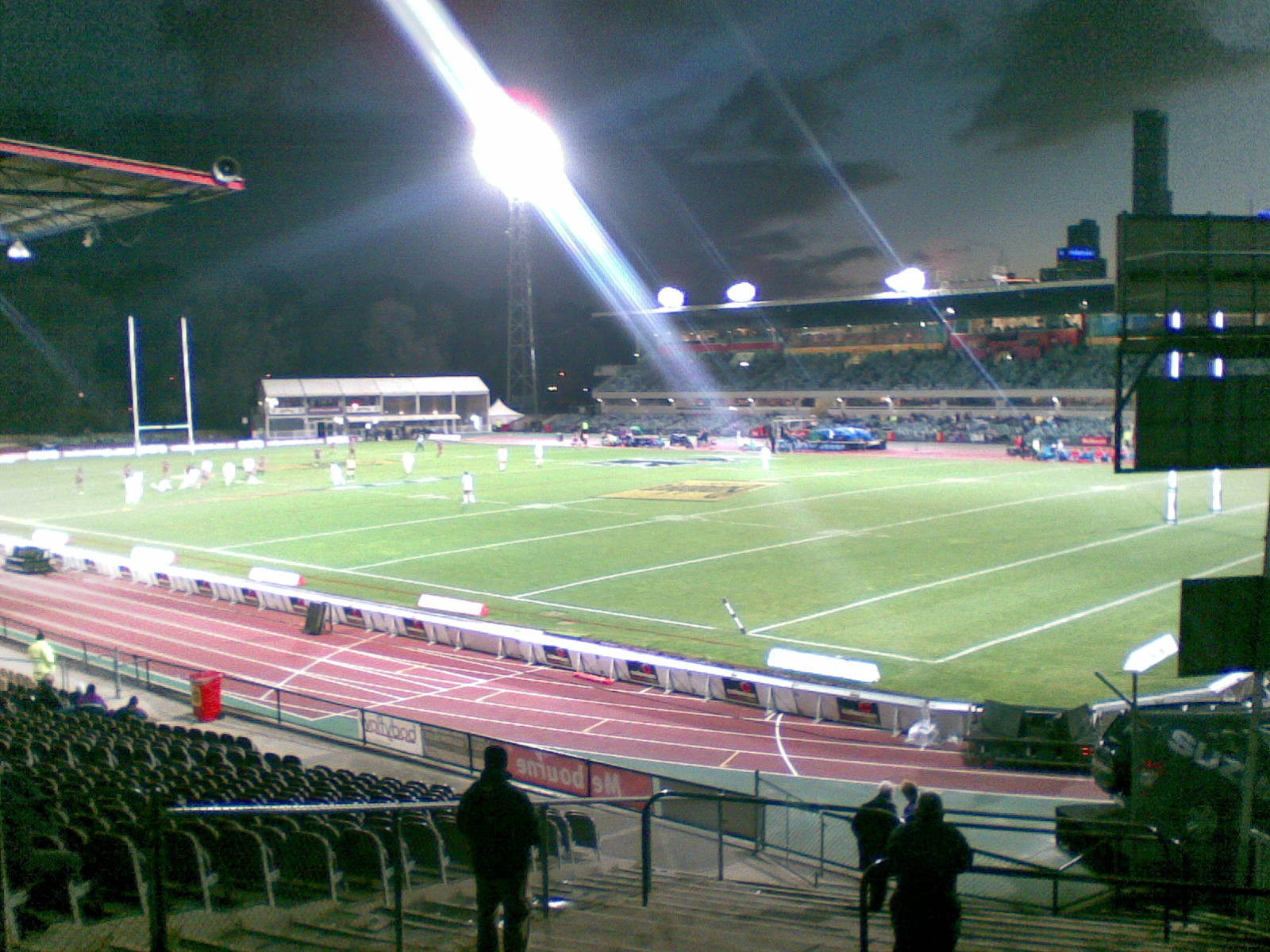
Das Olympic Park Stadium in Melbourne. Von 1998 bis 2009 mit Ausnahme der Saison 2001 Austragungsort der Stormers-Heimspiele.

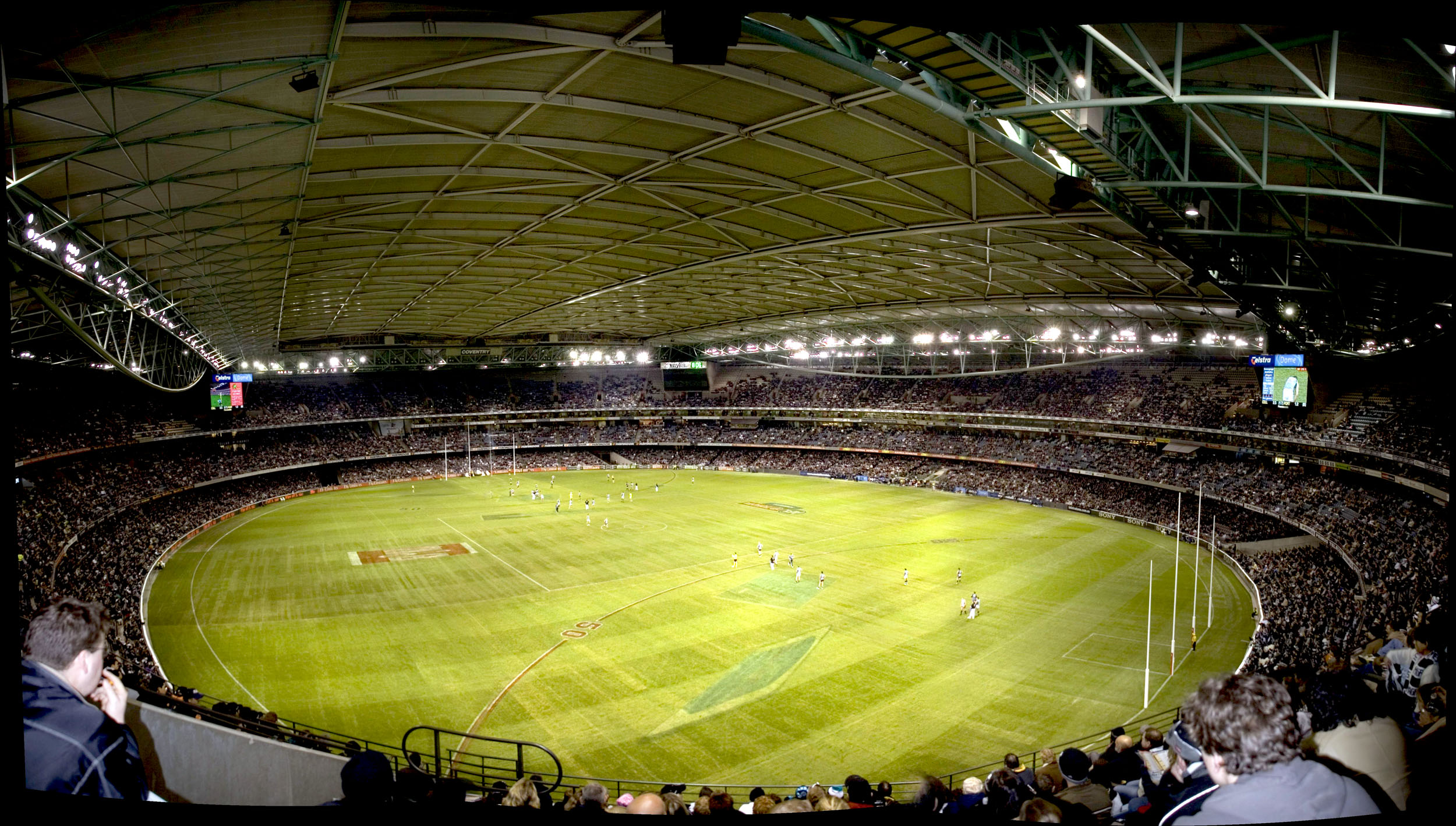
In der Saison 2001 fanden die Heimspiele der Stormers im Etihad Stadium statt. Die 56.000 Plätze blieben allerdings größtenteils leer.

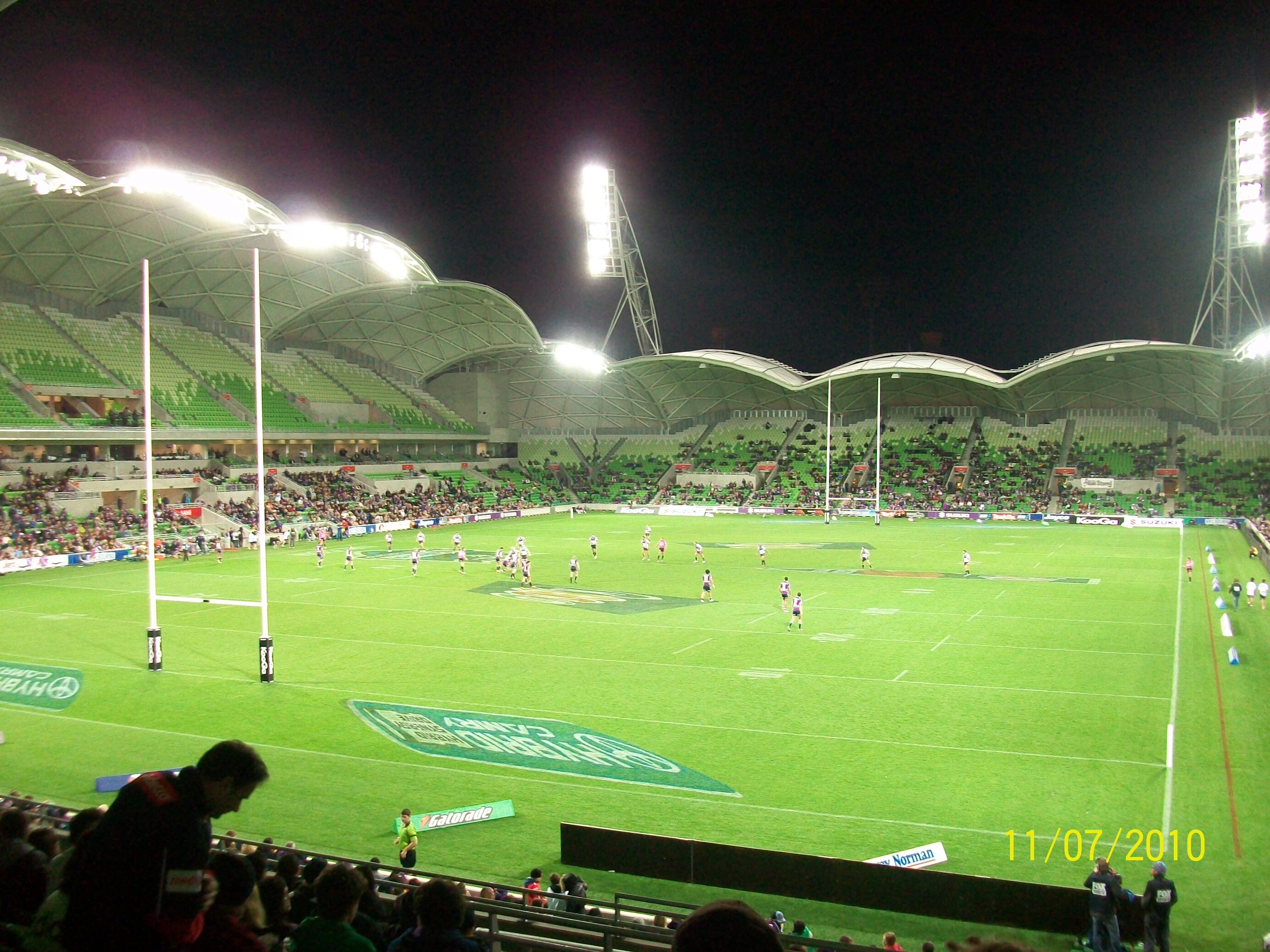
Seit Mai 2010 tragen die Melbourne Storm ihre Heimspiele im AAMI Park aus. Hier zu sehen das Spiel gegen die North Queensland Cowboys am 19. Juni 2010.

Seit ihrer Gründung 1998 spielten die Melbourne Storm die meiste Zeit im Olympic Park Stadium. Aufgrund der hohen Heimsiegquote der Mannschaft von 77,2 % wurde das Stadion von den Fans der Stormers auch The Graveyard (Der Friedhof) genannt. Es fasst eigentlich nur maximal 18.500 Zuschauer, aber beim ersten Heimspiel der Stormers am 3. April 1998 gegen die North Sydney Bears war das Interesse so groß, dass zusätzliche Zuschauer auf die Laufbahn des Stadions gelassen wurden. Daher stammt der Zuschauerrekord der Stormers auch aus diesem ersten Heimspiel der Vereinsgeschichte, das von 20.522 Zuschauern verfolgt wurde. Insgesamt wurden im Olympic Park drei Spiele vor mehr als 18.000 Zuschauern ausgetragen. Alle drei Spiele fanden in der ersten Spielzeit der Stormers 1998 statt. 1999 lag der Zuschauerrekord bei 16.473, der anschließend nicht mehr übertroffen wurde. Der fünfthöchste Wert wurde 2006 mit 15.690 erreicht.
Der Zuschauerschnitt der Melbourne Storm stieg die ersten drei Jahre in Folge an und erreichte nach der Saison 2000 14.622 Zuschauer. Die Vereinsführung beschloss daraufhin in der Spielzeit 2001 in das gerade fertiggestellte und mit 56.000 Plätzen weitaus größere Docklands Stadium umzuziehen. Doch die sportlich schwächste Saison der Stormers bescherte lediglich 11.969 Zuschauer im Durchschnitt, womit das neue Stadion gerade mal zu 21,4 % gefüllt war. Der Verein wechselte daraufhin zurück in das Olympic Park Stadium, was aber keine Erholung der Zuschauerzahlen mit sich brachte. Der Zuschauerschnitt sank kontinuierlich und fiel 2004 und 2005 unter 9.000. Erst der sportliche Erfolg 2006 brachte einen deutlichen Anstieg der Zuschauerzahlen, als zu jedem Spiel knapp 2.000 Zuschauer mehr kamen als im Vorjahr. Bis 2008 stieg der Schnitt auf 12.474 und auch 2009 wurden 11.979 erreicht. Ein weiterer Rekord stammt aus 2007, als die Stormers ihr Halbfinalspiel gegen Parramatta im Docklands Stadium vor 33.427 Zuschauern austrugen. Es war schon länger gängige Praxis, dass der Verein zu den Heimspielen in den Finalrunden in die größeren Stadien der Stadt auswich.
2007 begannen die Bauarbeiten für den AAMI Park, ein neues Stadion in unmittelbarer Nachbarschaft zum Olympic Park mit modernerer Ausstattung und größeren Kapazitäten (30.050 Plätze). Schnell war klar, dass die Stormers nach der Fertigstellung in den AAMI Park umziehen würden. Ihr letztes Heimspiel im Olympic Park fand am 29. August 2009 gegen die Sydney Roosters statt. 2010 wurden die ersten drei Heimspiele der Stormers nochmals im Docklands Stadium ausgetragen, bevor der Umzug ins neue Heimstadion erfolgte. Am 9. Mai spielten die Storm’s erstmals im AAMI Park, verloren jedoch 14-36 gegen die Brisbane Broncos.
| Jahr | Heimstadion          | Durchschn. Zuschauerzahl |
| ---- | -------------------- | ------------------------ |
| 1998 | Olympic Park Stadium | 12.717                   |
| 1999 | Olympic Park Stadium | 12.902                   |
| 2000 | Olympic Park Stadium | 14.622                   |
| 2001 | Docklands Stadium    | 11.969                   |
| 2002 | Olympic Park Stadium | 9.088                    |
| 2003 | Olympic Park Stadium | 9.626                    |
| 2004 | Olympic Park Stadium | 8.886                    |
| 2005 | Olympic Park Stadium | 8.898                    |
| 2006 | Olympic Park Stadium | 10.853                   |
| 2007 | Olympic Park Stadium | 11.711                   |
| 2008 | Olympic Park Stadium | 12.474                   |
| 2009 | Olympic Park Stadium | 11.979                   |
| 2010 | AAMI Park            |                          |

## Vereinslogo und Trikotfarben

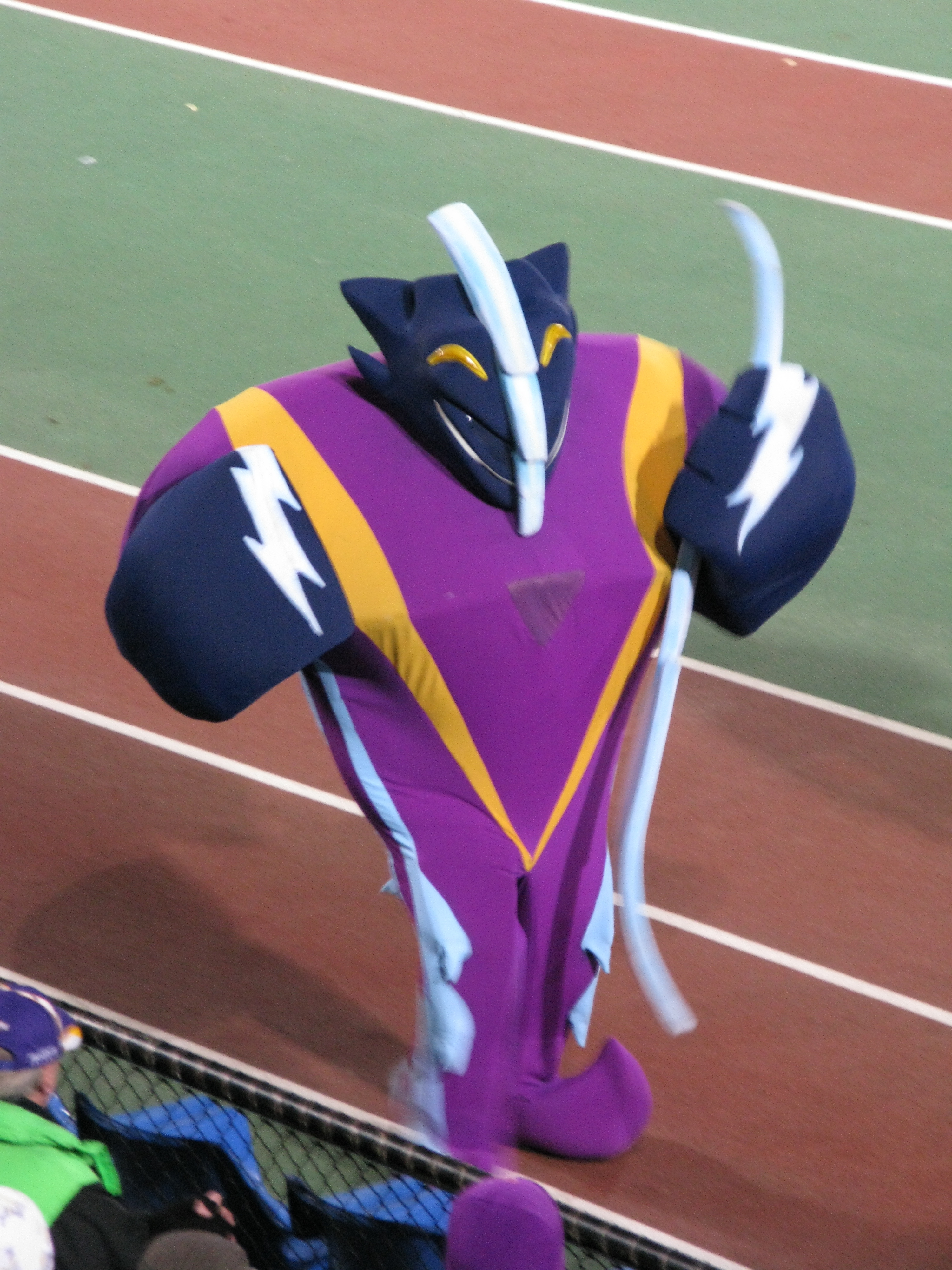
BOOM ist ein Maskottchen der Melbourne Storm

Ursprünglich war als Vereinslogo ein Revolverheld mit einer Handvoll Dollarnoten im Gespräch. Der Verein sollte Melbourne Mavericks heißen. Beim Geldgeber News Limited wurde dieser Vorschlag jedoch als zu amerikanisch abgelehnt. Die Co-CEOs Chris Johns und John Ribot entschieden sich letztlich für die Themen Blitz, Kraft und Sturm und nannten den Verein Melbourne Storm.
Die Farben der Melbourne Storm waren seit der ersten Saison an die Farben des australischen Bundesstaates Victoria angelehnt. Dunkelblau mit einem weißen 'V'. Hinzu kam auf den meisten Trikotentwürfen noch eine lila Komponente sowie etwas gold. 2005 bis 2009 wurde gold durch silber ersetzt. 2010 verschwand silber von den Jerseys und lila wurde erstmals die dominante Farbe.